# Anthony Henley (1667-1711)
Anthony Henley (1667-1711), de la Grange, Northington, Hanmpshire, est un homme politique Whig anglais qui siège à la Chambre des communes anglaise et britannique entre 1698 et 1711. 

## Jeunesse
Il est le fils de Sir Robert Henley de la Grange, près d'Alresford, Hampshire, député d'Andover et de sa deuxième épouse Barbara Hungerford, fille d'Anthony Hungerford (royaliste) (en) . Il s'inscrit à Christ Church, Oxford le 3 mars 1682, à l'âge de 15 ans et est admis au Middle Temple en 1684. À Oxford, il étudie la littérature classique, en particulier la poésie. Son grand-père est le conseiller juridique Sir Robert Henley, maître de la cour du banc du roi, du côté des plaidoyers.  Grâce aux bénéfices de ce poste, Anthony hérite d'une fortune lui donnant un revenu de plus de 3 000 £ par an. 

## Carrière
Venu à Londres, Henley est accueilli par les personnes à la mode et est en bons termes avec le comte de Dorset et le comte de Sunderland. Aux Élections générales anglaises de 1695, il se présente au Parlement à Newtown (île de Wight), mais est battu. Cela semble avoir stimulé son intérêt pour la politique et en 1697, il se rend aux réunions du Whig Rose Club, puis du Kit-Cat. Il est élu comme député d'Andover aux Élections générales anglaises de 1698. Il épouse en 1700, Mary Bertie, fille de Peregrine Bertie et son épouse Susan Monins, fille de Sir Edward Monins de Waldershare, Kent. Il gagne 30 000 £ par son mariage. Il ne se représente à aucune des élections générales de 1701, mais est réélu en tant que député whig de Weymouth et Melcombe Regis aux Élections générales anglaises de 1702. Il est plusieurs fois scrutateur pour les Whigs. Aux Élections générales anglaises de 1705, il est de nouveau élu député whig de Weymouth. Il vote pour le candidat à la présidence de la Cour le 25 octobre 1705 et est à nouveau un scrutateur fréquent au nom des Whigs. Il est réélu pour Weymouth à nouveau lors des élections générales britanniques de 1708 et soutient la naturalisation des Palatins en 1709. Il vote pour la destitution du Dr Sacheverell en 1710. Il est réélu à nouveau pour Weymouth aux élections générales britanniques de 1710 et reste malgré une pétition contre sa réélection . 

## Mécène
Il est l'un des esprits Whig les plus en vue qui salue l'apparition de Jonathan Swift dans la vie londonienne après la publication de Tale of a Tub. Il dit une fois à propos de Swift qu'il serait "une bête pour toujours, après l'ordre de Melchisédeck", et Swift signale le mot d'esprit dans le Journal à Stella. Les lettres de Henley en 1708–1010 sont dans Swift's Works . 
Il patronne Purcell et les chansons composées par Daniel Purcell pour l'opéra de Brutus d'Alba sont dédiées lors de leur publication en 1696 à Henley et Richard Norton, un ami; et sa musique pour l'opéra de John Oldmixon de The Grove, ou Love's Paradise, est élaborée lors d'une visite à Henley et à d'autres amis du Hampshire. Il écrit lui-même plusieurs pièces pour la musique et a presque terminé l'opéra d'Alexandre de Daniel Purcell. Samuel Garth lui dédie son poème The Dispensary, et il est membre du Kit-Cat Club. 
John Nichols croit que Henley a écrit pour The Tatler. Lorsque le Whig Medley est lancé par Arthur Maynwaring comme contre-coup au Tory Examiner, l'un des documents est écrit par Henley, et il aurait aidé William Harrison dans sa continuation du Tatler. Une anecdote racontée par lui sur la mort de Charles II se trouve dans l'Histoire de Gilbert Burnet de son propre temps, et a été critiquée par Bevil Higgons dans son volume de Remarques sur Burnet. Alexander Pope a déclaré que Henley avait contribué à la "Vie de son maître de musique, Tom D'Urfey", un chapitre des Mémoires de Scriblerus. Henley aimait décrire les manières et les faiblesses des serviteurs, et peut-être que certaines des pastiches de communications d'eux dans The Spectator venaient de lui .

## Mort et héritage
Il est mort d'apoplexie en août 1711. Il laisse trois fils, dont l'aîné, Anthony, député de Southampton de 1727 à 1734, est un mondain comme son père. Les plus jeunes fils sont Robert Henley (1er comte de Northington), et Bertie, un homme d'église et prébendaire de Bristol (décédé en 1760). Sa veuve se remarie, comme deuxième épouse, à son parent Henry Bertie . 
Il est un demi-frère de John Henley et Robert Henley, tous deux députés. L'une de ses sœurs épouse Théodore Janssen, l'autre est l'épouse de Sir John Rogers, 2e baronnet. Son mariage avec Mary Bertie est attribué à un besoin de se libérer des dettes qui ont résulté de ces deux mariages . 
La sanction royale est donnée le 22 mai 1712 à un projet de loi prévoyant le paiement des portions des plus jeunes enfants de Henley. D'après une lettre écrite en 1733, il est évident que Swift a continué son amitié avec les fils.  